# Balu
Balu is een bestuurslaag in het regentschap Timor Tengah Selatan van de provincie Oost-Nusa Tenggara, Indonesië. Balu telt 625 inwoners (volkstelling 2010).